# George Strait
George Harvey Strait (Texas, 18 de maio de 1952) é um compositor, ator e produtor musical americano, conhecido como o "King of Country" ("Rei do Country") e é considerado um dos artistas mais influentes dos Estados Unidos. Ele é conhecido por seu estilo neotradicionalista de country, aparência cowboy e é dito ter trazido o country de volta para suas raízes e longe do estilo pop da década de 1980.
O sucesso de Strait começou com o single "Unwound"em 1981. Durante a década de 80 cerca de sete de seus álbuns ficaram no topo dos mais vendidos das paradas de música country. Nos anos 2000, George Strait foi nomeado artista da década pela Academy of Country Music, além de eleito para o Hall da Fama da música country e ganhou seu primeiro Grammy com o álbum Troubadour.
Strait foi nomeado artista do ano pela CMA em 1989, 1990 e 2013. Ganhou o mesmo prêmio pela ACM em 1990 e 2014. Na verdade, ele ganhou mais prêmios por estas duas organizações do que qualquer outro músico. Em 2009, ele quebrou o recorde de Conway Twitty de maior quantidade de canções seguidas a atingirem o primeiro lugar das mais tocadas nas paradas Hot Country Songs da Billboard. No total, cerca de 60 de suas músicas atingiram os topos de alguma parada musical nos Estados Unidos.
Ao todo, pelo mundo, George vendeu mais de 100 milhões de cópias na carreira, fazendo dele um dos artistas mais bem sucedidos da história. Seus álbuns já receberam 33 discos de platina e 38 de ouro pela RIAA. Ele esta entre os vinte músicos que mais venderam álbuns nos Estados Unidos.